# Gupagu
Gupagu (en georgiano: გუფაგუ) o Gup-Agu (en abjasio: Гуп-Агу) es una aldea que pertenece a la parcialmente reconocida República de Abjasia, dentro del distrito de Ochamchire, aunque de iure es parte del municipio de Ochmachire de la República Autónoma de Abjasia de Georgia.

## Geografía
Gupagu está en el margen izquierdo del río Mokvi, a 20 km de Ochamchire. La aldea se administra desde el pueblo de Arasadziji.  